# Vectorian Giotto
Vectorian Giotto 是一个Flash动画软件产品。它被用于创造交互式的Flash动画。它在Freeware许可下开发与发布，可以用于个人或商业用途。Vectorian Giotto输出.swf格式的文件，而项目储存为.vgd格式